# Scheire en de schepping
Scheire en de schepping is een televisieprogramma van Woestijnvis. Het is een humoristisch programma over wetenschap geïnspireerd door het Britse programma QI. De presentatie is in handen van Lieven Scheire.
Het programma was in 2012 te zien op één en in 2013 en 2014 liepen het tweede en derde seizoen op VIER. In het najaar van 2021 en in het voorjaar van 2024 werd het vierde en vijfde seizoen uitgezonden op Play4.

## Het programma
Scheire ontvangt elke week vier panelleden die hij in verschillende rondes wetenschappelijke vragen voorlegt.
Het programma is een soort van quiz, maar in tegenstelling tot de meeste quizprogramma's, waarbij de kennis van de deelnemers getest wordt, wordt bij Scheire en de schepping verondersteld dat de panelleden de antwoorden op de vragen niet weten.
De antwoorden op de vragen worden meestal, al dan niet met behulp van hints, geraden door de kandidaten.
Een goed antwoord of originele inbreng wordt beloond met punten. Deze punten bestaan elke aflevering uit iets anders.
Tijdens de laatste ronde, "de totaal arbitraire winnaaraanduidingsronde", moeten de panelleden dan met deze punten een opdracht uitvoeren. Aan de hand van deze opdracht wordt de winnaar bepaald.
Af en toe wordt het programma even onderbroken voor een opmerking van "Googleman". Hij wordt beschreven als "alziende entiteit" en houdt zich, buiten beeld, bezig met het verifiëren van de inbreng van het panel. Bovendien zoekt hij naar aanvullingen op het gesprek.
De muziek tijdens het programma kwam in seizoen 1 tot 4 van eenmansorkest Stijn Cole. In seizoen 5 wordt hij vervangen door de zeskoppige fanfare Die Verdammte Spielerei.

## Rondes
Het programma bestaat uit vijf voorrondes en een finale. In de voorrondes proberen de kandidaten punten te verdienen die ze in de finale kunnen gebruiken. Deze punten verdienen de kandidaten bij een goed antwoord of een originele aanvulling. De punten zijn elke week iets anders, bijvoorbeeld darts of likeurpralines.

### ’t is gebeurd
In deze ronde krijgt het panel foto's of een filmpje te zien waar een bijzonder, vaak ongelooflijk verhaal bij hoort. Deze verhalen zijn echter allemaal waar en het is aan de kandidaten om te ontdekken hoe ze in elkaar zitten.

### Goed geschapen
Het panel krijgt enkele voorwerpen en moet uitzoeken waar die voorwerpen precies voor dienen.

### De vorst der vorsers
De kandidaten worden geconfronteerd met een wetenschapper die een belangrijke ontdekking of uitvinding heeft gedaan. Ze stellen de wetenschapper vragen en proberen zo te achterhalen wat die uitvinding precies is. De wetenschapper mag enkel met 'ja', 'nee' of 'misschien' antwoorden. Nadat het juiste antwoord wordt gegeven, geeft de wetenschapper meer uitleg.
De ronde De vorst der vorsers was in seizoen 1 de ronde De proffenkast.
Met de naamsverandering bleef het gebeuren van de ronde hetzelfde, alleen zat de uitvinder in de ronde De proffenkast in het decor van een poppenkast en in de ronde De vorst der vorsers heeft de uitvinder een spraakcomputer.

### Klachten aan de schepper
In deze ronde worden delen van de schepping besproken die voor verbetering vatbaar zijn.

### Vrienden van de Scheire
Het panel krijgt een foto of een beschrijving van personen die tot de 'vrienden van de Scheire' worden gerekend. De kandidaten moeten uitzoeken waarom deze personen zo bijzonder zijn.

### De totaal arbitraire winnaaraanduidingsronde
In de finale gaat het panel aan de slag met de punten die ze tot dan toe hebben verdiend. Ze krijgen een opdracht van Scheire en de kandidaat die deze het best uitvoert, is de winnaar.

## Overzicht van de afleveringen

### Seizoen 1
| Afl. | Panelleden                                                             | Punten               | Finale-opdracht | Winnaar            | Prijs                                       |
| ---- | ---------------------------------------------------------------------- | -------------------- | --- | ------------------ | ------------------------------------------- |
| 1    | Henk Rijckaert, Bert Gabriëls, Tom Waes en Bart De Pauw                | Likeurpralines       | De verzamelde likeurpralines opeten. Degene die na een alcoholtest het meest geïntoxiceerd is, is de winnaar                                                                 | Henk Rijckaert     | Een gefotoshopt portret van Jan Peumans     |
| 2    | Wim Helsen, Jonas Geirnaert, Henk Rijckaert en Philippe Geubels        | Scheurkalendermopjes | Het publiek zo hard mogelijk laten lachen met een scheurkalendermopje | Philippe Geubels   | Een pluchen waterbeer                       |
| 3    | Jelle De Beule, Katrijn Van Bouwel, Karen Damen en Philippe Geubels    | Kauwgomballen        | Een zo groot mogelijke bel blazen met de kauwgomballen | Katrijn Van Bouwel | Een opgezette kop van een zeeduivel         |
| 4    | Mark Uytterhoeven, Jonas Geirnaert, Jelle De Beule en Patrick De Witte | Nic-nac'jes          | Met de nic-nac'jes een zo lang mogelijk woord vormen | Jelle De Beule     | Een gas sack                                |
| 5    | Tom Lenaerts, Bent Van Looy, Erik Van Looy en Bart De Pauw             | Dartpijltjes         | Naar een doel gooien vastgehouden door Stijn Cole | Erik Van Looy      | Een fotoportret van een gestorven man       |
| 6    | Thomas Smith, Alex Agnew, Showbizz Bart en Adriaan van den Hoof        | Slakken              | Slakkenrace | Alex Agnew         | Een beker en een beker met sla voor de slak |
| 7    | Jacques Vermeire, Bert Gabriëls, Annemie Struyf en Patrick De Witte    | Allerlei prullaria   | Zo veel mogelijk verpakkingen openmaken. De beste twee kandidaten, Bert Gabriëls en Annemie Struyf, speelden de eindronde. Zij moesten een milieubox zo vlug mogelijk openen | Bert Gabriëls      | Een pot augurkenschijfjes                   |
| 8    | Jonas Geirnaert, Jelle De Beule, Koen De Poorter en Bart De Pauw       | Dierenvoer           | Het verzamelde dierenvoer wordt in een kom gedaan, de persoon uit wiens kom Kalfje Willy het eerst begint te eten is de winnaar                                              | Jonas Geirnaert    | Een dvd met panda-porno                     |

### Seizoen 2
| Afl. | Panelleden | Punten                            | Finale-opdracht                                                                        | Winnaar              | Prijs                                                           |
| ---- | --- | --------------------------------- | -------------------------------------------------------------------------------------- | -------------------- | --------------------------------------------------------------- |
| 1    | Henk Rijckaert, Wouter Deprez, Karen Damen en Bart Cannaerts                                                                                            | Knuffels van micro-organismen     | Drie micro-organismen kiezen waarbij je zo lang mogelijk blijft leven                  | Bart Cannaerts       | Tufje oorhaar (benoemd als: 3 miljoen Indische oorhaarseconden) |
| 2    | Els Pynoo, Jelle De Beule, Frank Focketyn en William Boeva                                                                                              | Plastic eendjes                   | De meeste eendjes vissen                                                               | Jelle De Beule       | Kop van een vrouwtjeskalkoen op een stok                        |
| 3    | Erik Van Looy, Sven De Ridder, Jelle De Beule en Liesa Naert                                                                                            | Bloemen                           | Het mooiste boeket schikken voor Liesa Naert                                           | Lieven Scheire       | Bedankingsboeket van Liesa Naert                                |
| 4    | William Boeva, Bert Gabriëls, Elodie Ouédraogo en Henk Rijckaert                                                                                        | Mysterieuze groen-gele balletjes  | De balletjes met een speelgoedgeweertje op Stijn Cole schieten.                        | Henk Rijckaert       | Cd van de De Romeo's                                            |
| 5    | Patrick De Witte, Alex Agnew, Thomas Smith en Regi Penxten                                                                                              | Gekleurde plastic bekertjes       | De plastic bekers van het publiek afschieten met een 'vortexgun'                       | Thomas Smith         | Een vers gevulde kippenluier                                    |
| 6    | Nico Sturm, Henk Rijckaert, Wim Helsen en Bart Cannaerts                                                                                                | Onvervalst Middelkerks strandzand | Een zo mooi mogelijke strandcreatie maken die dan door Chris Willemsen beoordeeld werd | Henk Rijckaert       | Geen prijs                                                      |
| 7    | Jelle De Beule, Stijn Meuris, Sam Gooris en Jonas Geirnaert. Reservespeler, omdat Geirnaert via een internetverbinding in de studio was: Bart Cannaerts | Wasknijpers                       | Zo veel mogelijk wasknijpers op het gezicht steken                                     | Bart Cannaerts       | Een foto van de billen van Stijn Cole                           |
| 8    | Gert Verhulst, Karen Damen, Philippe Geubels en Adriaan Van den Hoof                                                                                    | Voetbalplaatjes                   | De beste opstelling maken met de voetbalplaatjes                                       | Gert Verhulst        | Een halve kilo menselijke darmparasiet                          |
| 9    | Wim Helsen, Tom Lenaerts, William Boeva en Theo Maassen                                                                                                 | Geld                              | Als eerste over de finish rijden door Gent in de game Grand Theft Auto                 | William Boeva        | De nageboorte van Stijn Cole                                    |
| 10   | Compilatieaflevering | Compilatieaflevering              | Compilatieaflevering                                                                   | Compilatieaflevering | Compilatieaflevering                                            |

### Seizoen 3
| Afl. | Panelleden                                                              | Punten                  | Finale-opdracht                                                                      | Winnaar                    | Prijs                                             |
| ---- | ----------------------------------------------------------------------- | ----------------------- | ------------------------------------------------------------------------------------ | -------------------------- | ------------------------------------------------- |
| 1    | Bart De Pauw, Ruth Beeckmans, Erik Van Looy en Tom Waes                 | Letterkoekjes           | Zoveel mogelijk koekjes in je mond verzamelen die van loopband afkomen               | Tom Waes                   | Een kidnapping ter waarde van € 1500              |
| 2    | Gunter Lamoot, William Boeva, Ella Leyers en Tom Lenaerts               | Toiletpapier            | Met een bladblazer de rollen toiletpapier in een wasmand op Stijn Coles hoofd blazen | Tom Lenaerts               | Een prop watten met okselzweet van Lieven Scheire |
| 3    | Stijn Meuris, Jonas Geirnaert, Showbizz Bart en Philippe Geubels        | Vier-op-een-rij-rondjes | Teenworstelen om zijn eigen torentje om te gooien                                    | Stijn Meuris               | Een ontsnapte tijger uit een Japanse zoo          |
| 4    | Jelle De Beule, Jan Matthys, Karen Damen en Wouter Deprez               | Allerlei                | Om ter eerst niezen                                                                  | Jan Matthys                | Geen prijs                                        |
| 5    | Henk Rijckaert, Alex Agnew, Els Pynoo en Urbanus                        | Hexbug                  | Als eerste de finish halen in een hexbugrace                                         | Els Pynoo                  | Een foto van het achterwerk van Stijn Cole        |
| 6    | Bart Cannaerts, Jacques Vermeire, Jani Kazaltzis en Ruth Beeckmans      | Hardgekookte eieren     | Russische eiroulette                                                                 | Ruth Beeckmans             | Een Sour Toe Cocktail                             |
| 7    | Philippe Geubels, Erik Van Looy, Stefaan Degand en Tom Lenaerts         | Kleurstaafjes           | 3D-gezichten bewerken met een 3Doodler-pen                                           | Philippe Geubels           | Een pufferfish                                    |
| 8    | Wouter Deprez, Henk Rijckaert, Luk Wyns en Dimitri Leue                 | Spelden                 | Spelden in hun kleur in een hooiberg zoeken en als eerste een ballon kapotprikken    | Henk Rijckaert en Luk Wyns | Een Crimi Clowns-starterspakket                   |
| 9    | Steven Van Herreweghe, Jeroen Meus, Sven De Leijer en Philippe Geubels  | Room                    | De mooiste slagroomtaart maken, gekeurd door Alberto Vermicelli                      | Steven Van Herreweghe      | Een slagroomtaart                                 |
| 10   | Adriaan Van den Hoof, Herman Brusselmans, William Boeva en Bart De Pauw | Rekkers                 | Foto's van de andere panelleden neerschieten met een rekkertjesmitraillette          | Bart De Pauw               | De cd van Christoff                               |
| 11   | Compilatieaflevering                                                    | Compilatieaflevering    | Compilatieaflevering                                                                 | Compilatieaflevering       | Compilatieaflevering                              |

### Seizoen 4
| Afl. | Panelleden                                                          | Punten                  | Finale-opdracht                                                                       | Winnaar                      | Prijs                                             |
| ---- | ------------------------------------------------------------------- | ----------------------- | ------------------------------------------------------------------------------------- | ---------------------------- | ------------------------------------------------- |
| 1    | Jelle De Beule, Celine Van Ouytsel, Jennifer Heylen en Rik Verheye  | Sinaasappelkwartjes     | Zoveel mogelijk ballonnen doen ontploffen met sinaasappelschillen                     | Celine Van Ouytsel           | Een nekverwarmer met een foto van Stijn Cole      |
| 2    | Jonas Geirnaert, Amelie Albrecht, Ian Thomas en William Boeva       | Lucifers                | Zoveel mogelijk raketjes van lucifers op een schaalmodel van de planeet Mars schieten | Ian Thomas                   | Een maquette van een misdaad                      |
| 3    | Otto-Jan Ham, Lukas Lelie, Flor Decleir en Esther Nwanu             | Marshmallows            | Zoveel mogelijk marshmallows eten met een elastiek tussen de neus en mond             | Lukas Lelie                  | Een magnumfles met de ochtendurine van Stijn Cole |
| 4    | Pedro Elias, Karen Damen, Henk Rijckaert en Bart Cannaerts          | Appels                  | Zo snel mogelijk vijf appels schillen met behulp van een boormachine                  | Henk Rijckaert               | Een 3D-geprinte t-rexarm op mensenmaat            |
| 5    | Alex Agnew, Wouter Deprez, Jeroen Baert en Janne Desmet             | Boxershorts             | Zo snel mogelijk een boxershort aantrekken zonder de handen te gebruiken              | Jeroen Baert                 | Een cake in de vorm van een blobvis               |
| 6    | Erik Van Looy, Wim Helsen, Serine Ayari en Kamal Kharmach           | Pingpongballetjes       | Zoveel mogelijk pingpongballen in een doel toeteren                                   | Kamal Kharmach en Wim Helsen | Een gehuurde Zwitserse cavia                      |
| 7    | Margriet Hermans, Gloria Monserez, Jonas Geirnaert en Bart Van Peer | Kaartjes met woorden op | Het spelletje Hey Robot... spelen                                                     | Gloria Monserez              | Een YouTube-doorspoelpruik                        |
| 8    | Liesa Naert, Jelle De Beule, Eva Van Der Gucht en Bart Cannaerts    | Speelgoedgeld           | Een gevecht in kartonnen kostuums                                                     | niemand                      | Troostprijs: een middeleeuwse rijstpapmaaltijd    |

### Seizoen 5
| Afl. | Panelleden                                                                  | Punten              | Finale-opdracht                                      | Winnaar                      | Prijs                                           |
| ---- | --------------------------------------------------------------------------- | ------------------- | ---------------------------------------------------- | ---------------------------- | ----------------------------------------------- |
| 1    | Jonas Geirnaert, Celine Van Ouytsel, Francis van Broekhuizen, William Boeva | Scrabble-blokjes    | Het WK Microsoft Word                                | Jonas Geirnaert              | Bubbleporn-kalender van Die Verdammte Spielerei |
| 2    | Lukas Lelie, Dena Vahdani, Roosje Pertz, Fuad Hassen                        | Plastic flubbertjes | Statische flubbertjes sorteren in zak/container      | Lukas Lelie                  | Microgolfoven met bevroren hamster              |
| 3    | Wim Willaert, Manu Van Acker, Isabelle Van Hecke, Jelle De Beule            | Oud ijzer           | Magneten-jenga                                       | Manu Van Acker               | Opgezette Potoo                                 |
| 4    | Liesa Naert, Jade Mintjens, Wiam, Amelie Albrecht                           | Chakra-steentjes    | Pictionary op een trilplaat                          | Liesa Naert en Jade Mintjens | Chronometer die werkt op vissenkak              |
| 5    | Bart Cannaerts, Jasmijn Van Hoof, Gloria Monserez, Pedro Elias              | Verrassingseitjes   | Wikiwiskwis                                          | Bart Cannaerts               | Wikipedia-encyclopedieset                       |
| 6    | Jelle De Beule, Anthony Nti, Laura De Geest, Xander De Rycke                | Cuberdons           | Om ter snelst een bericht sturen met neusstylus      | Laura De Geest               | Doe-het-zelf-pakket met kleitablet              |
| 7    | Philippe Geubels, Jade Mintjens, Gunter Lamoot, Katrin Lohmann              | Bubble tea          | Bubbels afschieten op het hart van Stefaan De Winter | Katrin Lohmann               | Anaal infuus van Pisang Ambon en Sinaasappelsap |
| 8    | Wim Helsen, Janne Desmet, Joke Emmers, Jonas Geirnaert                      | Okkernoten          | Trombone Champ                                       | Jonas Geirnaert              | Aquarium met Zeekomkommer                       |

## Kijkcijfers

### Seizoen 1
| Afl. | Kijkcijfer (Live+6) | Marktaandeel | Uitzenddatum België |
| ---- | ------------------- | ------------ | ------------------- |
| 1    | 1.369.375           | /            | 15 april 2012       |
| 2    | 1.246.355           | /            | 22 april 2012       |
| 3    | 1.213.516           | /            | 29 april 2012       |
| 4    | 1.238.849           | 50,50%       | 6 mei 2012          |
| 5    | 1.186.364           | 51,60%       | 13 mei 2012         |
| 6    | 1.191.672           | 49,75%       | 20 mei 2012         |
| 7    | 863.230             | 47,14%       | 27 mei 2012         |
| 8    | 1.310.255           | /            | 3 juni 2012         |

### Seizoen 2
| Afl. | Kijkcijfer (Live) | Uitzenddatum België |
| ---- | ----------------- | ------------------- |
| 1    | 388.558           | 31 januari 2013     |
| 2    | 380.321           | 7 februari 2013     |
| 3    | 370.607           | 14 februari 2013    |
| 4    | 346.898           | 21 februari 2013    |
| 5    | 334.612           | 28 februari 2013    |
| 6    | 401.025           | 7 maart 2013        |
| 7    | 335.814           | 14 maart 2013       |
| 8    | 465.351           | 21 maart 2013       |
| 9    | 377.820           | 28 maart 2013       |
| 10   | 383.453           | 4 april 2013        |

### Seizoen 3
| Afl. | Kijkcijfer (Dag) | Uitzenddatum België |
| ---- | ---------------- | ------------------- |
| 1    | 488.173          | 6 februari 2014     |
| 2    | 408.801          | 13 februari 2014    |
| 3    | 449.286          | 20 februari 2014    |
| 4    | 365.674          | 27 februari 2014    |
| 5    | 450.371          | 6 maart 2014        |
| 6    | 468.125          | 13 maart 2014       |
| 7    | 564.560          | 20 maart 2014       |
| 8    | 387.215          | 27 maart 2014       |
| 9    | 418.722          | 3 april 2014        |
| 10   | 320.960          | 10 april 2014       |
| 11   | 310.859          | 17 april 2014       |

### Seizoen 4
| Afl. | Kijkcijfer (Dag) | Uitzenddatum België |
| ---- | ---------------- | ------------------- |
| 1    | 295.482          | 31 augustus 2021    |
| 2    | 197.183          | 7 september 2021    |
| 3    | 236.422          | 14 september 2021   |
| 4    | 286.669          | 21 september 2021   |
| 5    | 222.719          | 28 september 2021   |
| 6    | 309.177          | 5 oktober 2021      |
| 7    | 367.606          | 12 oktober 2021     |
| 8    | 389.053          | 19 oktober 2021     |

### Seizoen 5
| Afl. | Kijkcijfer (Dag) | Uitzenddatum België |
| ---- | ---------------- | ------------------- |
| 1    | 288.640          | 22 februari 2024    |
| 2    | 231.656          | 29 februari 2024    |
| 3    | 215.265          | 7 maart 2024        |
| 4    | 189.287          | 14 maart 2024       |
| 5    | Onbekend         | 21 maart 2024       |
| 6    | 184.916          | 28 maart 2024       |
| 7    | 222.682          | 4 april 2024        |
| 8    | 156.375          | 11 april 2024       |

## Trivia
- Oorspronkelijk was aflevering 4 uit het tweede seizoen de aflevering met Patrick De Witte, Regi, Thomas Smith en Alex Agnew. Diezelfde week stierf Patrick De Witte echter. Aanvankelijk werd beslist die aflevering te schrappen. Later werd beslist deze toch uit te zenden, weliswaar een week later, op 28 februari 2013.
- Het eerste seizoen van Scheire en de schepping was het laatste Woestijnvisprogramma dat op Eén werd uitgezonden, voor de overname van VT4 (nu Play4) door Woestijnvis.
- In januari 2013 werd bekendgemaakt dat VRT-gezichten Bart De Pauw en Tom Waes niet mochten deelnemen aan het tweede seizoen op VIER.[1] In het derde seizoen op VIER mochten ze echter wel deelnemen.
- Sinds 14 september 2020 is het eerste seizoen online te bekijken via de streamingdienst Streamz.
- Op 27 mei 2023 was er een live-versie van Scheire en de schepping op het Nerdlandfestival. De gasten waren Jelle De Beule, Xander De Rycke, Janne Desmet en Henk Rijckaert.